# District de Kita (Kagawa)
Pour l'article sur le district de Kita de la préfecture d'Ehime, voir district de Kita (Ehime).
Le district de Kita (木田郡, Kita-gun) est un district de la préfecture de Kagawa au Japon. 
Selon l'estimation du 1er décembre 2011, sa population était estimée à 28 472 habitants pour une superficie de 75,78 km2, donnant ainsi une densité de population de 376 hab./km2.

## Municipalité du district
- Miki